# Gelsemiaceae
Classification APG III (2009)
Famille
La famille des Gelsemiaceae (Gelsémiacées) est une famille de plantes dicotylédones qui comprend une dizaine d'espèces réparties en 1 ou 2 genres.
Ce sont des arbustes ou des lianes, à feuilles opposées, à fleurs en trompette, des régions subtropicales à  tropicales, originaires d'Amérique du Nord, centrale, du nord de l'Amérique du Sud, d'Afrique, de Madagascar et de l'est de l'Asie.
Malgré sa toxicité l'espèce Gelsemium sempervirens est cultivée comme plante ornementale ; c’est même l’emblème floral de la Caroline du Sud.

## Dénomination

### Étymologie
Le nom vient du genre type Gelsemium, qui un des anciens noms du jasmin (Jasminum, Oleaceae). C'est la forme latinisée du nom commun italien « gelsomino » (jasmin). Le nom Gelsemium ou Gelsemum fut donné par le naturaliste britannique Mark Catesby (1683-1749) qui appelait une des espèces de ce genre Gelseminum luteum virginiatum (littéralement « jasmin jaune de Virginie ») laquelle espèce fut ensuite appelée Bignonia sempervirens par Linné. Le genre fut finalement décrit en 1789 par  Jussieu sous le nom Gelsemium.

La confusion avec les genres Jasminum ou Bignonia s'arrête à son étymologie italienne : en effet, la plante n’a rien a voir avec le « vrai jasmin », le Gelsemium étant une plante extrêmement toxique utilisée en médecine. La Bibliothèque de botanique Lloyd (en) (Cincinnati), déplore d’ailleurs cette appellation : 

« (le jasmin jaune de Virginie ou de Caroline) n'est pas un jasmin, et dans la mesure où il existe un vrai jasmin à fleurs jaunes, Edward Morell Holmes (en) (botaniste anglais)... juge malheureux que le terme “jasmin jaune” lui ait été donné. Ce nom commun, cependant, est maintenant fermement établi. »

### Noms vernaculaires
Aux Etats-Unis le Gelsemium est nommé communément « jessamine », « yellow jessamine », « Carolina jessamine », « Virginia jessamine », « wild woodbine » (chèvrefeuille sauvage), « white poison-vine » (vigne vénéneuse blanche), « white jessamine ».

## Classification
Classiquement ces plantes étaient incluses dans la famille des Loganiaceae.
La classification phylogénétique APG IV (2016) a inclus le genre Pteleocarpa (en) dans les Gelsemiaceae.

## Liste des genres
Selon Angiosperm Phylogeny Website (12 nov. 2015) et DELTA Angio (12 nov. 2015) :
- Gelsemium Juss.
- Mostuea (en) Didr.

Selon NCBI (12 nov. 2015) :
- Gelsemium

## Liste des espèces
Selon NCBI (3 juil. 2010) :
- genre Gelsemium
  - Gelsemium elegans
  - Gelsemium rankinii
  - Gelsemium sempervirens